# بلايني نيل
بلايني نيل (بالإنجليزية: Blaine Neal) هو لاعب كرة قاعدة أمريكي، ولد في 6 أبريل 1978 في مارلتون في الولايات المتحدة.

## وصلات خارجية
- بلايني نيل على موقع دوري كرة القاعدة الرئيسي (الإنجليزية)
- بلايني نيل على موقعبيزبول رفرنس.كوم (الدوري الرئيسي) (الإنجليزية)
- بلايني نيل على موقعبيزبول رفرنس.كوم (الدوري الثانوي) (الإنجليزية)
- بلايني نيل على موقع إي إس بي إن.كوم (أم.أل.بي) (الإنجليزية)
- بلايني نيل على موقع مشجعي الرسوم البيانية (الإنجليزية)
- بلايني نيل على موقع أوليمبيديا (الإنجليزية)